# Éloyes
Ne doit pas être confondu avec Éloie.
Éloyes  est une commune française située dans le département des Vosges, en région Grand Est. Elle marque la limite nord de l'aire urbaine de Remiremont dont elle fait partie. Elle marque également l'entrée nord-ouest du Massif des Vosges.
Ses habitants sont appelés les Loyas .

## Géographie

### Localisation
Son nom, tiré de l'ancien français Ez loye signifiant au bord de l'eau, rappelle que la commune est arrosée par la Moselle.
Éloyes est située à environ 18 km d'Épinal et à 9 km de Remiremont.
| Pouxeux Jarménil | Jarménil                                  | Xamontarupt Tendon                  |
| Saint-Nabord     | Éloyes                                    | Tendon Saint-Étienne-lès-Remiremont |
| Saint-Nabord     | Saint-Nabord Saint-Étienne-lès-Remiremont | Saint-Étienne-lès-Remiremont        |

### Géologie et relief
La commune comprend également un vaste domaine montagneux et forestier dont une partie du massif du Fossard et de celui des Grandes Hayes. Le point culminant, la Tête des Cuveaux (781 m), est aussi un belvédère, directement aux abords du village, le petit sommet du Croc (600 m) surplombe ce dernier.

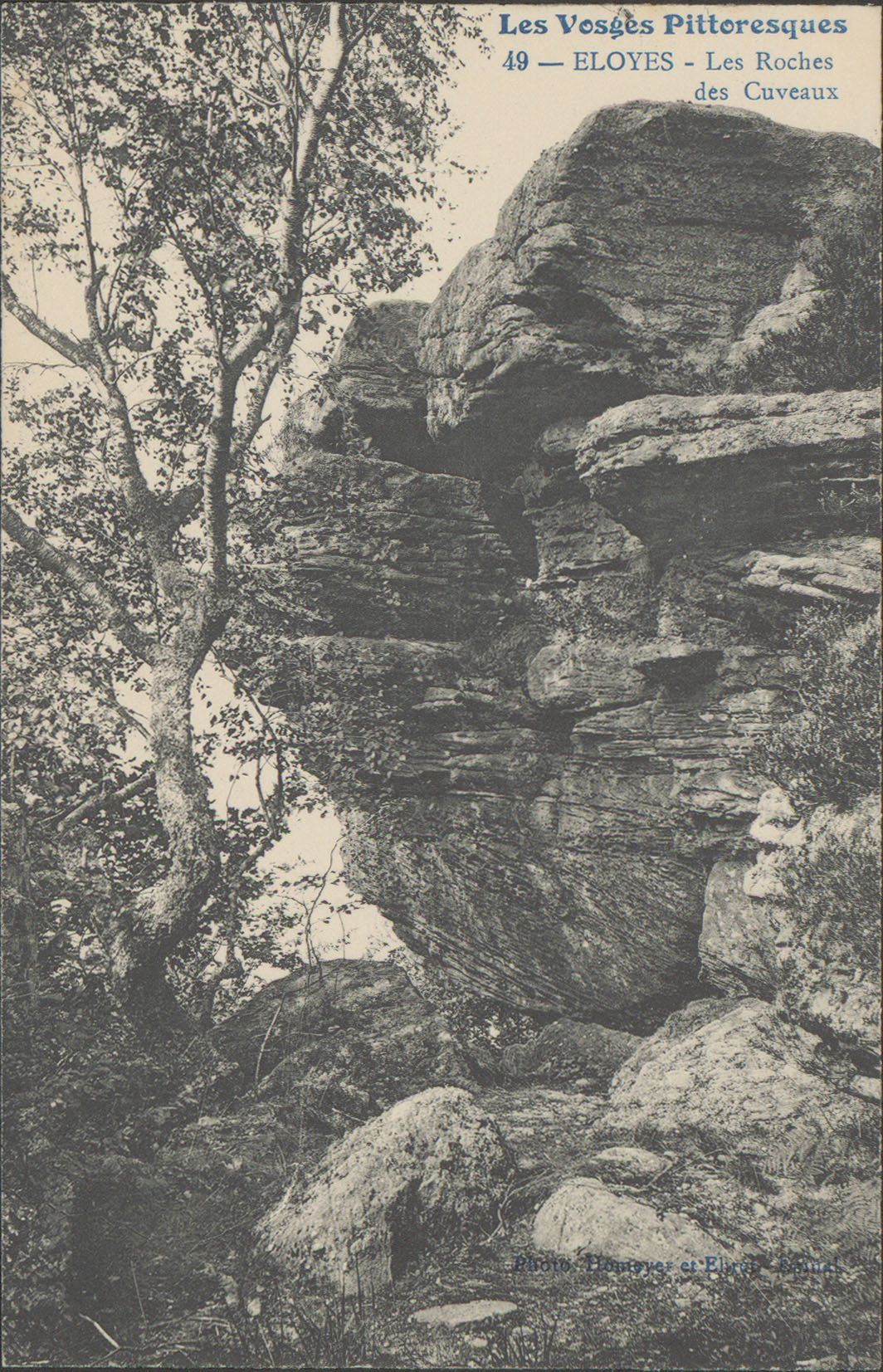
Roches des Cuveaux[4] (Homeyer et Ehret).
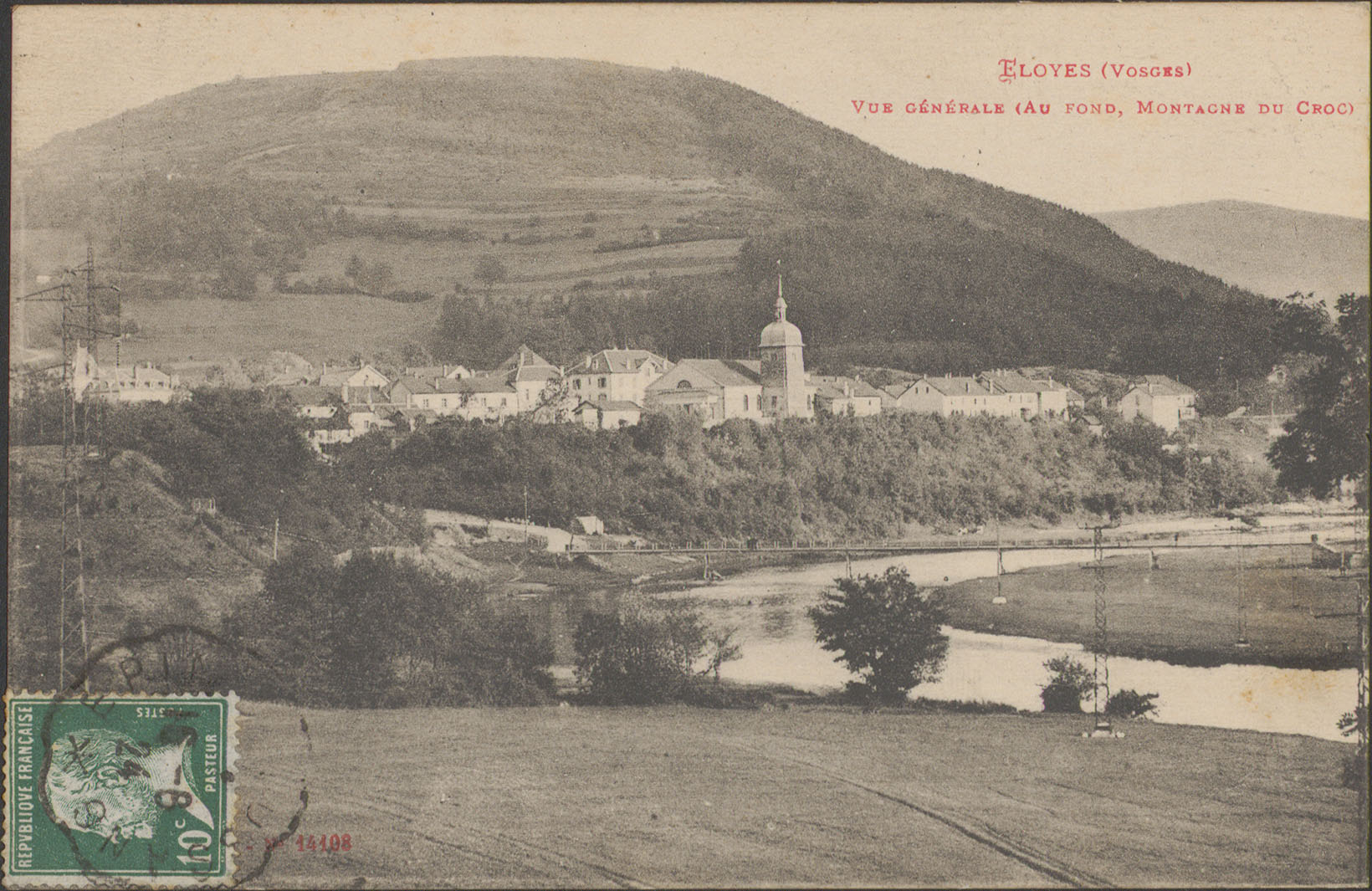
Le Croc surplombant la localité (Adolphe Weick).

Du côté du massif des Grandes Hayes, c'est le Laclimont (630 m) qui surplombe le village. Côté ouest, une petite ligne de crête de plus faible altitude, le Tacaumont (571 m) marque la limite de la commune.
Géographiquement, Éloyes est considérée comme la porte d'entrée nord-ouest du massif des Vosges en tant que tel.
Le site du Massif vosgien, inscrit au titre de la loi du 2 mai 1930, regroupe 14 Schémas de cohérence territoriale (SCOT) qui ont tout ou partie de leur territoire sur le périmètre du Massif des Vosges.

### Sismicité
Commune située dans une zone de sismicité modérée.

### Hydrographie et les eaux souterraines
Hydrogéologie et climatologie : Système d’information pour la gestion des eaux souterraines du bassin Rhin-Meuse.
La commune est située dans le bassin versant du Rhin au sein du bassin Rhin-Meuse. Elle est drainée par la Moselle, la rigole d'alimentation du réservoir de Bouzey, le ruisseau de la Borne Martin et le ruisseau Vieillosse,.
La Moselle, d’une longueur totale de 560 kilomètres, dont 315 kilomètres en France, prend sa source dans le massif des Vosges au col de Bussang et se jette dans le Rhin à Coblence en Allemagne.
La rigole d'alimentation du réservoir de Bouzey, d'une longueur totale de 41,5 km, prend sa source dans la commune de Saint-Étienne-lès-Remiremont et se jette dans l'Avière à Chaumousey, alimentant le réservoir de Bouzey, après avoir traversé douze communes.

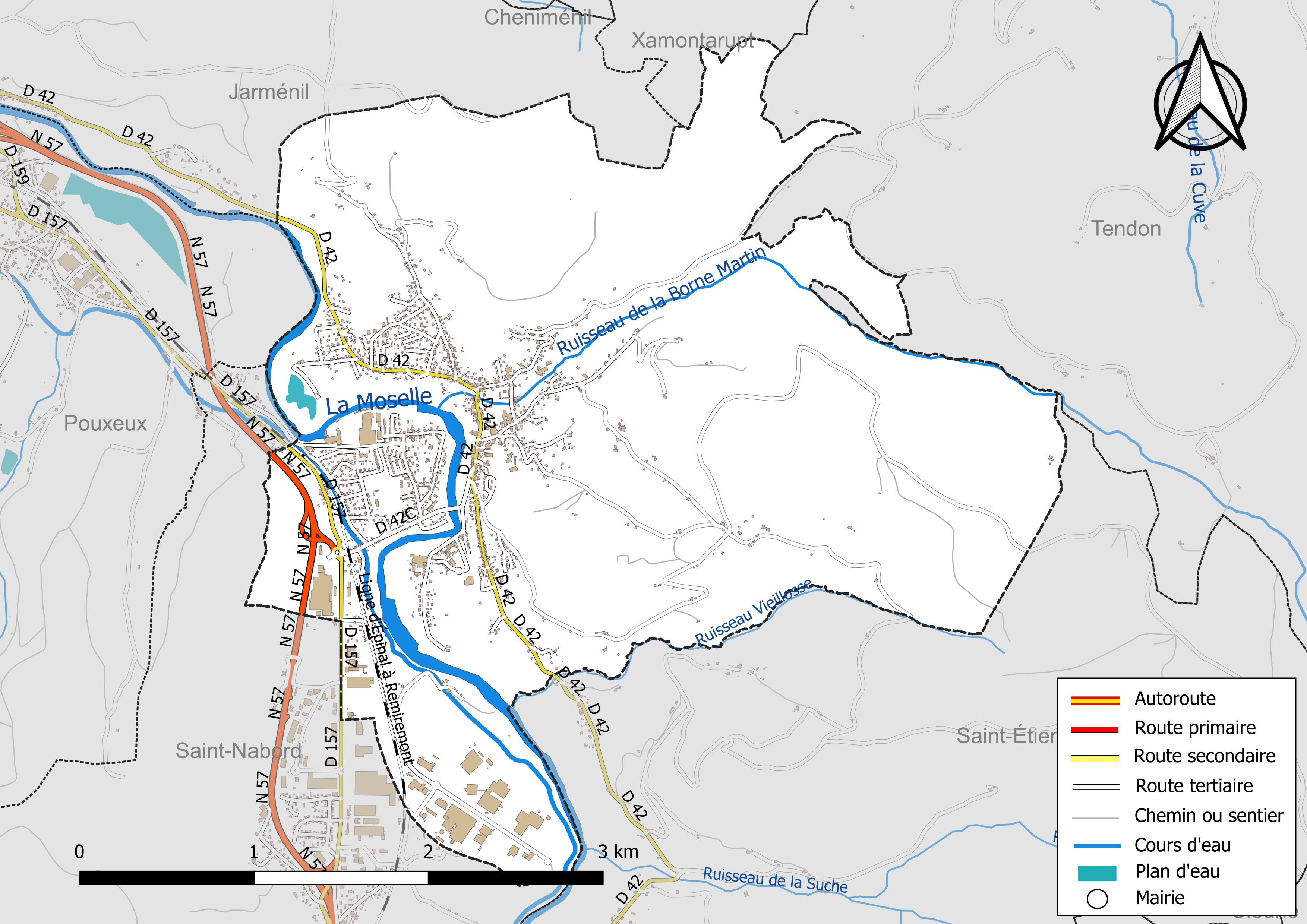
Réseaux hydrographique et routier d'Éloyes.

La qualité des eaux de baignade et des cours d’eau peut être consultée sur un site dédié géré par les agences de l’eau et l’Agence française pour la biodiversité.

### Climat
Pour des articles plus généraux, voir Climat du Grand Est et Climat des Vosges.
En 2010, le climat de la commune est de type climat de montagne, selon une étude du Centre national de la recherche scientifique s'appuyant sur une série de données couvrant la période 1971-2000. En 2020, Météo-France publie une typologie des climats de la France métropolitaine dans laquelle la commune est exposée à un climat semi-continental et est dans la région climatique Vosges, caractérisée par une pluviométrie très élevée (1 500 à 2 000 mm/an) en toutes saisons et un hiver rude (moins de 1 °C).
Pour la période 1971-2000, la température annuelle moyenne est de 9,6 °C, avec une amplitude thermique annuelle de 16,6 °C. Le cumul annuel moyen de précipitations est de 1 706 mm, avec 13,8 jours de précipitations en janvier et 11,2 jours en juillet. Pour la période 1991-2020, la température moyenne annuelle observée sur la station météorologique de Météo-France la plus proche, « Le Roulier_sapc », sur la commune du Roulier à 8 km à vol d'oiseau, est de 10,2 °C et le cumul annuel moyen de précipitations est de 1 000,2 mm. 
La température maximale relevée sur cette station est de 38,1 °C, atteinte le 25 juillet 2019 ; la température minimale est de −18,3 °C, atteinte le 20 décembre 2009,,.
Les paramètres climatiques de la commune ont été estimés pour le milieu du siècle (2041-2070) selon différents scénarios d'émission de gaz à effet de serre à partir des nouvelles projections climatiques de référence DRIAS-2020. Ils sont consultables sur un site dédié publié par Météo-France en novembre 2022.

### Intercommunalité
Commune membre de la Communauté de communes de la Porte des Vosges Méridionales.

## Urbanisme

### Typologie
Au 1er janvier 2024, Éloyes est catégorisée bourg rural, selon la nouvelle grille communale de densité à sept niveaux définie par l'Insee en 2022.
Elle appartient à l'unité urbaine de Remiremont, une agglomération intra-départementale regroupant six  communes, dont elle est une commune de la banlieue,,. Par ailleurs la commune fait partie de l'aire d'attraction d'Épinal, dont elle est une commune de la couronne,. Cette aire, qui regroupe 118 communes, est catégorisée dans les aires de 50 000 à moins de 200 000 habitants,.

### Occupation des sols
L'occupation des sols de la commune, telle qu'elle ressort de la base de données européenne d’occupation biophysique des sols Corine Land Cover (CLC), est marquée par l'importance des forêts et milieux semi-naturels (54,6 % en 2018), une proportion sensiblement équivalente à celle de 1990 (54,4 %). La répartition détaillée en 2018 est la suivante : 
forêts (54,6 %), zones agricoles hétérogènes (15,8 %), zones urbanisées (13,9 %), prairies (9,8 %), zones industrielles ou commerciales et réseaux de communication (6 %). L'évolution de l’occupation des sols de la commune et de ses infrastructures peut être observée sur les différentes représentations cartographiques du territoire : la carte de Cassini (XVIIIe siècle), la carte d'état-major (1820-1866) et les cartes ou photos aériennes de l'IGN pour la période actuelle (1950 à aujourd'hui).

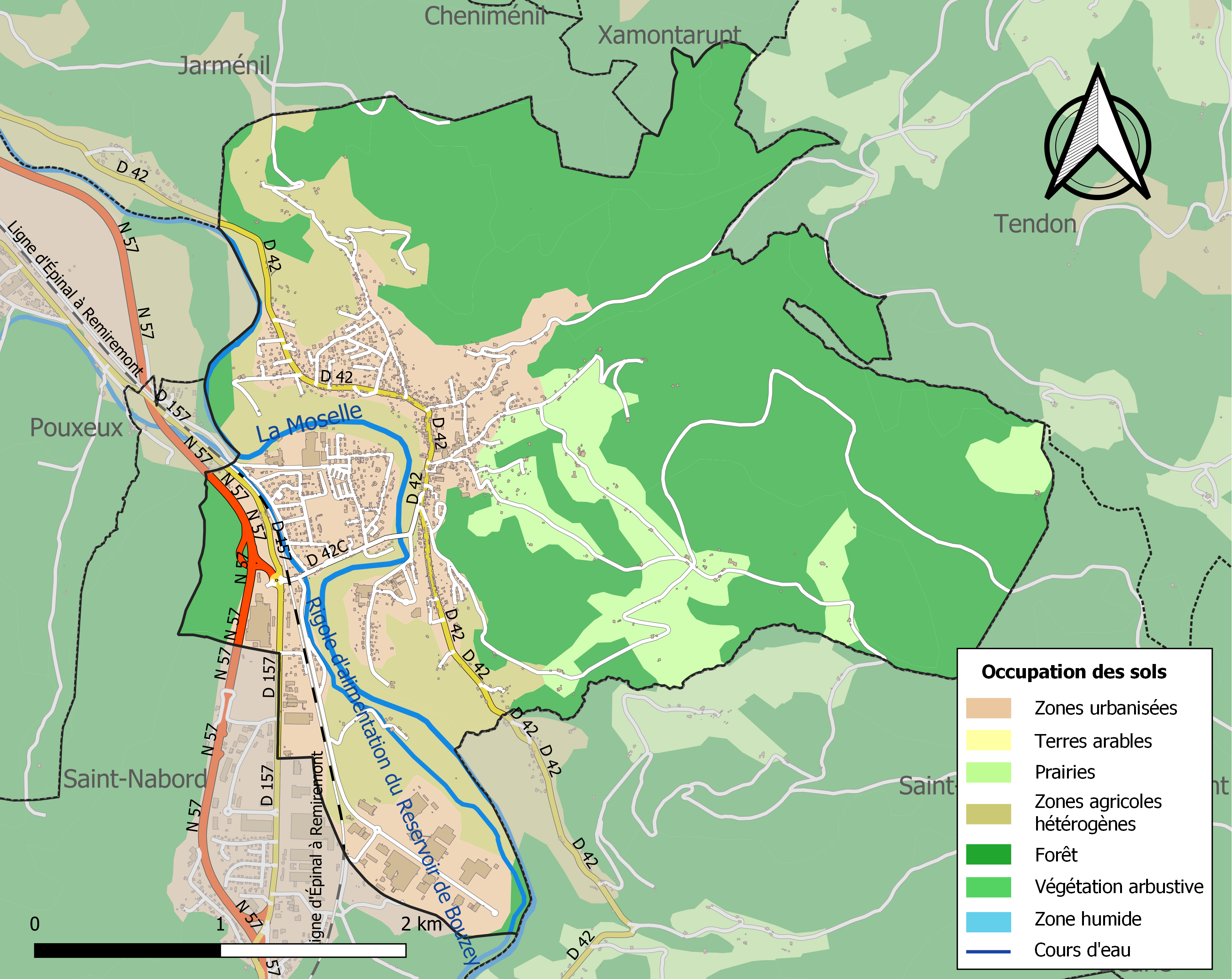
Carte des infrastructures et de l'occupation des sols de la commune en 2018 (CLC).

### Voies de communications et transports

#### Voies routières
La RN 57 passe également par la commune ce qui permet des liaisons rapides avec le nord de la Lorraine et la Franche-Comté.

#### Transports en commun

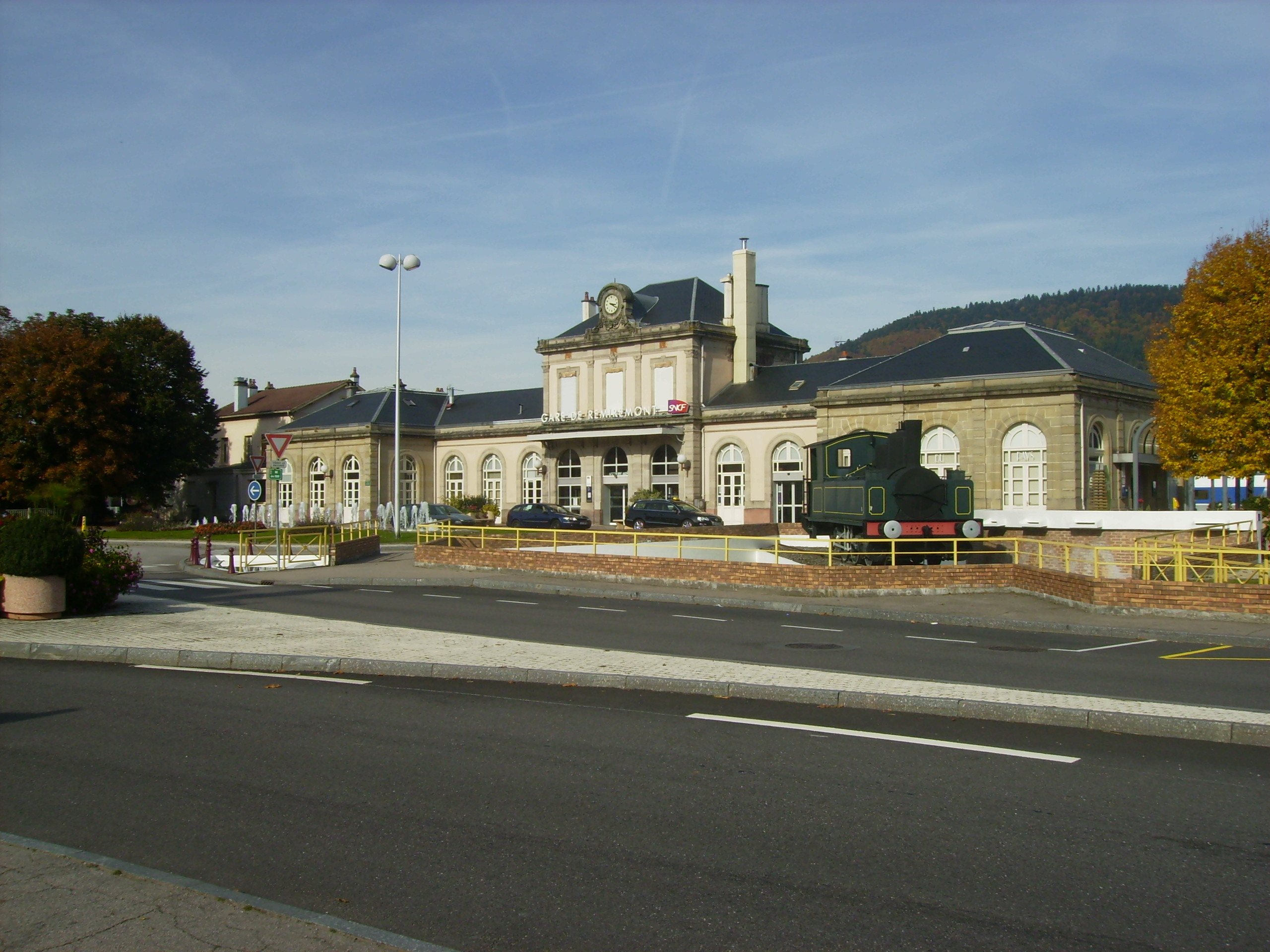
Gare routière de Remiremont. Place des Martyrs de la Résistance

Un service de bus - lignes 1, 2, 3 et 6 de Connex Vosges - assure des navettes régulières avec les communes avoisinantes, Pouxeux, Arches, Dinozé et Saint-Nabord, et les villes d'Épinal et de Remiremont.

#### Lignes SNCF
La commune est également desservie par le rail (voir l'article détaillé Gare d'Éloyes) par les TER Lorraine de la ligne Nancy-Remiremont, ce qui la place à environ trois heures de Paris (correspondance TGV en gare d'Épinal ou de Nancy).
- Réseau régional de transports en commun "Fluo Grand Est"[25].
- Gare routière de Remiremont[26].

#### Transports aériens
- Aéroport de Nancy-Essey, à 87 km[27]
- Aéroport de Colmar - Houssen, à 87 km.

## Toponymie
Le nom de la localité est attesté sous les formes De Lobieis (XIe ou XIIe siècle) ; Bueves, dit des Loyes (1268) ; Champ des Loyes (1338) ; Les Loiies (XIVe siècle) ; Au Loyees (XIVe siècle) ; De Lobiis (1402) ; Es Loiez, finage des Loyes (1478) ; Village des Royes (1585) ; Le rux des Loyens (1593) ; Les Layes (1707) ; Esloyes (1754) ; Les Loyes ou Lesloye (1711) ; Éloyes (1779).

Son nom est un ancien Lobieis, du bas-latin lobia, devenu des Loyes : article de, puis ès, « en les », et la forme régionale du français « loge ». Exemple remarquable d’une mauvaise compréhension des mots qui a provoqué au fil du temps l’agglutination d’un article et d’une préposition ( des) suivie de la séparation d’un supposé article, donnant d’Éloyes ou suivant les parlers, de l'ancien français Ez loye, signifiant « au bord de l'eau » en rappelant que la commune est arrosée par la Moselle.

Dans sa première acception, une loge désignait un abri de feuillages et de branchages. Son sens a évolué vers celui de hutte puis de cabane en bois, de hangar ou d’abri pour les animaux recouverts de feuillage, et enfin vers les sens modernes que nous connaissons.

Dans les noms de communes où apparaît ce mot, en grande majorité sont dans la moitié nord de la France.
- Quelques origines de noms de lieux en Lorraine : Éloyes

Le Département des Vosges: statistique historique et administrative, Volume 2.
- Origine du nom.

## Histoire
Signes distinctifs de Mallus à la Tête des Cuveaux.
La commune d’Éloyes appartenait au ducs de Lorraine et au chapitre de Remiremont.
En 1751, elle dépendait du bailliage de Remiremont et en 1790 du district de Remiremont. Elle fut érigée en chef-lieu de canton cette même année, statut qu'elle perdit en l'an IX.
Au spirituel, Éloyes dépendait de la paroisse et du doyenné de Remiremont.
La libération de Remiremont, d'Éloyes et de Saint-Nabord est intervenue le même jour, le 23 septembre 1944 par l’armée américaine (36e division d’infanterie). La libération de Saint-Étienne ne fut effective que le 25 septembre 1944 après la fusillade de Ménafaing.
Lors de la Seconde Guerre mondiale, le maquis du Haut-du-Bois s'est constitué dans la région de Remiremont en unité de combat en vue de la libération du secteur. Il a payé un lourd tribut ainsi qu'en témoigne le monument aux morts, près de l'église.

## Politique et administration

### Liste des maires
| Période                                  | Période                                                  | Identité           | Étiquette    | Qualité                                                                                                |
| ---------------------------------------- | -------------------------------------------------------- | ------------------ | ------------ | --- |
| Les données manquantes sont à compléter. |                                                          |                    |              | |
| 1833                                     | 1899                                                     | Félix Balland      |              | adjoint au Maire puis Maire d'Éloyes                                                                   |
| 1861                                     | 1866                                                     | Christian Kiener   | Impérialiste | Manufacturier                                                                                          |
| 1871                                     | février 1883                                             | Claude Claudot     | Républicain  | Médecin Sénateur (1876-1879) Conseiller général du canton de Coussey (1864-1879)                       |
| ?                                        | ?                                                        | Gabriel Houot      |              | |
| ?                                        | ?                                                        | Antoine-Roch Houot |              | Famille Houot : Antoine-Roch Houot ancien Maire d'Éloyes)                                              |
| ?                                        | 1977                                                     | Monique Bey        | SE           | Pharmacienne                                                                                           |
| mars 1977                                | mars 2001                                                | Claude Thiriet     | SE           | Président fondateur de Thiriet                                                                         |
| mars 2001                                | mars 2008                                                | Andrée Abry        | DVD          | Chirurgien-dentiste                                                                                    |
| mars 2008                                | septembre 2011 (démission)                               | André Pierrat      | SE           | Trésorier principal retraité                                                                           |
| novembre 2011                            | mars 2014                                                | Nelly Claudel      | SE           | Infirmière libérale, ancienne premiere adjointe                                                        |
| mars 2014                                | En cours (au 2 juin 2020 Réélu pour le mandat 2020-2026) | André Jacquemin    | DVD          | Retraité bancaire 5e vice-président de la CCPVM (2017 → 2020) 1er vice-président de la CCPVM (2020 → ) |

### Budget et fiscalité 2022

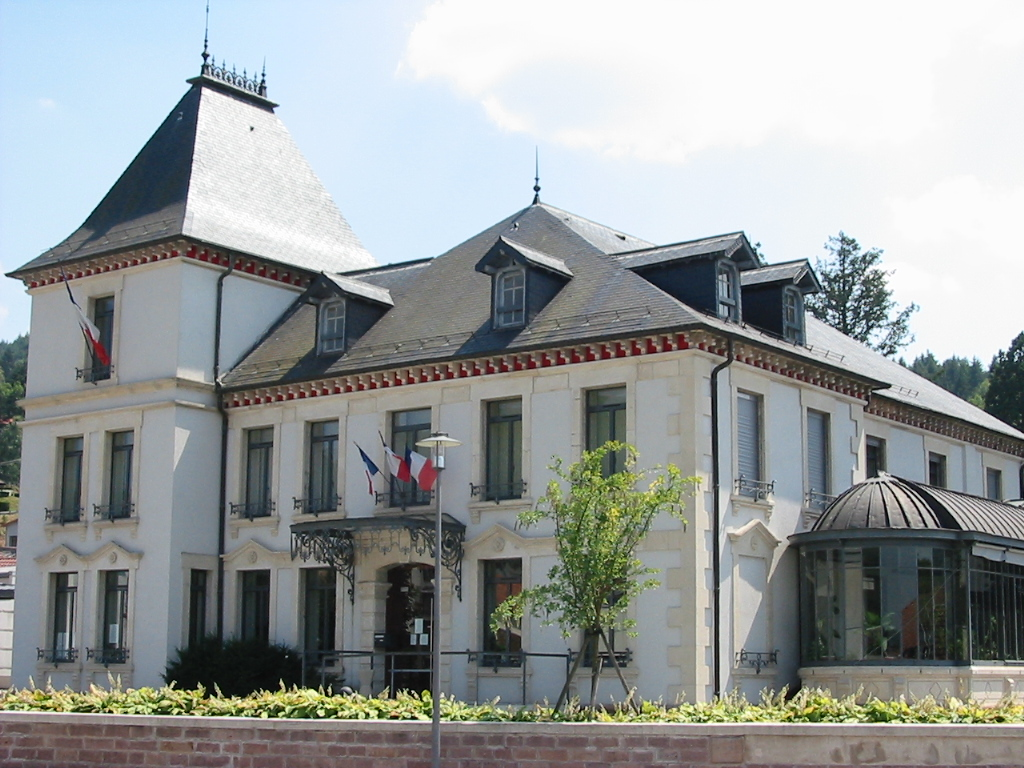
La mairie actuelle.

- Total des produits de fonctionnement : 3 587 000 €, soit 1 127 € par habitant ;
- Total des charges de fonctionnement : 3 269 000 €, soit 1 027 € par habitant ;
- Total des ressources d’investissement : 2 107 000 €, soit 662 € par habitant ;
- Total des emplois d’investissement : 1 153 000 €, soit 362 € par habitant ;
- Endettement : 24 000 €, soit 8 € par habitant[40].

Avec les taux de fiscalité suivants :
- taxe d’habitation : 5,06 % ;
- taxe foncière sur les propriétés bâties : 36,04 % ;
- taxe foncière sur les propriétés non bâties : 22,04 % ;
- taxe additionnelle à la taxe foncière sur les propriétés non bâties : 0,00 % ;
- cotisation foncière des entreprises : 0,00 %.

Chiffres clés Revenus et pauvreté des ménages en 2021 : Médiane en 2021 du revenu disponible, par unité de consommation : 21 990 €.

## Population et société

### Démographie

#### Évolution démographique
L'évolution du nombre d'habitants est connue à travers les recensements de la population effectués dans la commune depuis 1793. Pour les communes de moins de 10 000 habitants, une enquête de recensement portant sur toute la population est réalisée tous les cinq ans, les populations de référence des années intermédiaires étant quant à elles estimées par interpolation ou extrapolation. Pour la commune, le premier recensement exhaustif entrant dans le cadre du nouveau dispositif a été réalisé en 2008.

En 2022, la commune comptait 3 117 habitants, en évolution de −3,32 % par rapport à 2016 (Vosges : −2,96 %, France hors Mayotte : +2,11 %).
| 1793 | 1800 | 1806 | 1821 | 1831 | 1836  | 1841  | 1846  | 1856  |
| ---- | ---- | ---- | ---- | ---- | ----- | ----- | ----- | ----- |
| 694  | 731  | 837  | 862  | 984  | 1 069 | 1 029 | 1 200 | 1 273 |

| 1861  | 1866  | 1876  | 1881  | 1886  | 1891  | 1896  | 1901  | 1906  |
| ----- | ----- | ----- | ----- | ----- | ----- | ----- | ----- | ----- |
| 1 340 | 1 456 | 1 604 | 1 529 | 1 521 | 1 525 | 2 049 | 2 568 | 2 696 |

| 1911  | 1921  | 1926  | 1931  | 1936  | 1946  | 1954  | 1962  | 1968  |
| ----- | ----- | ----- | ----- | ----- | ----- | ----- | ----- | ----- |
| 2 995 | 2 645 | 2 624 | 2 731 | 2 743 | 2 842 | 3 005 | 3 017 | 3 009 |

| 1975  | 1982  | 1990  | 1999  | 2006  | 2008  | 2013  | 2018  | 2022  |
| ----- | ----- | ----- | ----- | ----- | ----- | ----- | ----- | ----- |
| 3 277 | 3 329 | 3 152 | 3 256 | 3 283 | 3 290 | 3 286 | 3 137 | 3 117 |

### Enseignement
Établissements d'enseignements:
- La ville d'Éloyes est dotée d'une école maternelle, Fanny-Salmon,
- d'une école primaire, dénommée les Tilleuls,
- et du collège René-Cassin.

### Manifestations culturelles et festivités
L'AAPPMA (Association agréée de pêche et de protection des milieux aquatiques) organise chaque année un concours de pêche à l'étang du Chêna le 1er mai.
Une marche nocturne de 10 km est organisée par le club Léo Lagrange (clubs qui deviendront plus tard la Fédération Léo-Lagrange) à la mi-juin.
La fête patronale de la ville a lieu le 15 août de chaque année, auparavant[Quand ?] il y avait un déballage commercial et une course de caisses à savon dans le cadre de la fête de l'omelette
Le deuxième week-end de septembre, une randonnée pédestre internationale de 10 ou 20 km est organisée par le club Léo-Lagrange sur les hauteurs d'Éloyes.

### Santé
Professionnels et établissements de santé :
- Maison médicale à Éloyes[48],
- Médecins à Éloyes, Pouxeux, Docelles, Saint-Nabord,
- Pharmacies à Éloyes, Pouxeux, Docelles, Saint-Nabord,
- Centre hospitalier de Remiremont, et à Bruyères, Épinal.

### Cultes
- Culte catholique, Paroisse Notre Dame des Chênes[49], Diocèse de Saint-Dié.
- Culte protestant à Épinal.
- Synagogue d'Épinal.

## Économie

### Entreprises et commerces

#### Agriculture
- Agriculteurs et éleveurs.
- Fermeture d'Elivia (filiale viande du groupe coopératif Terrena), numéro 2 Français de la viande bovine, pour une activité de vente directe notamment concernant la fabrication de steaks hachés surgelés[50],[51].

#### Tourisme
- Hébergements et restauration à Pouxeux, Saint-Nabord, Remiremont.
- Chambres d’hôtes.

#### Commerces et services
- Commerces et services de proximité[52].

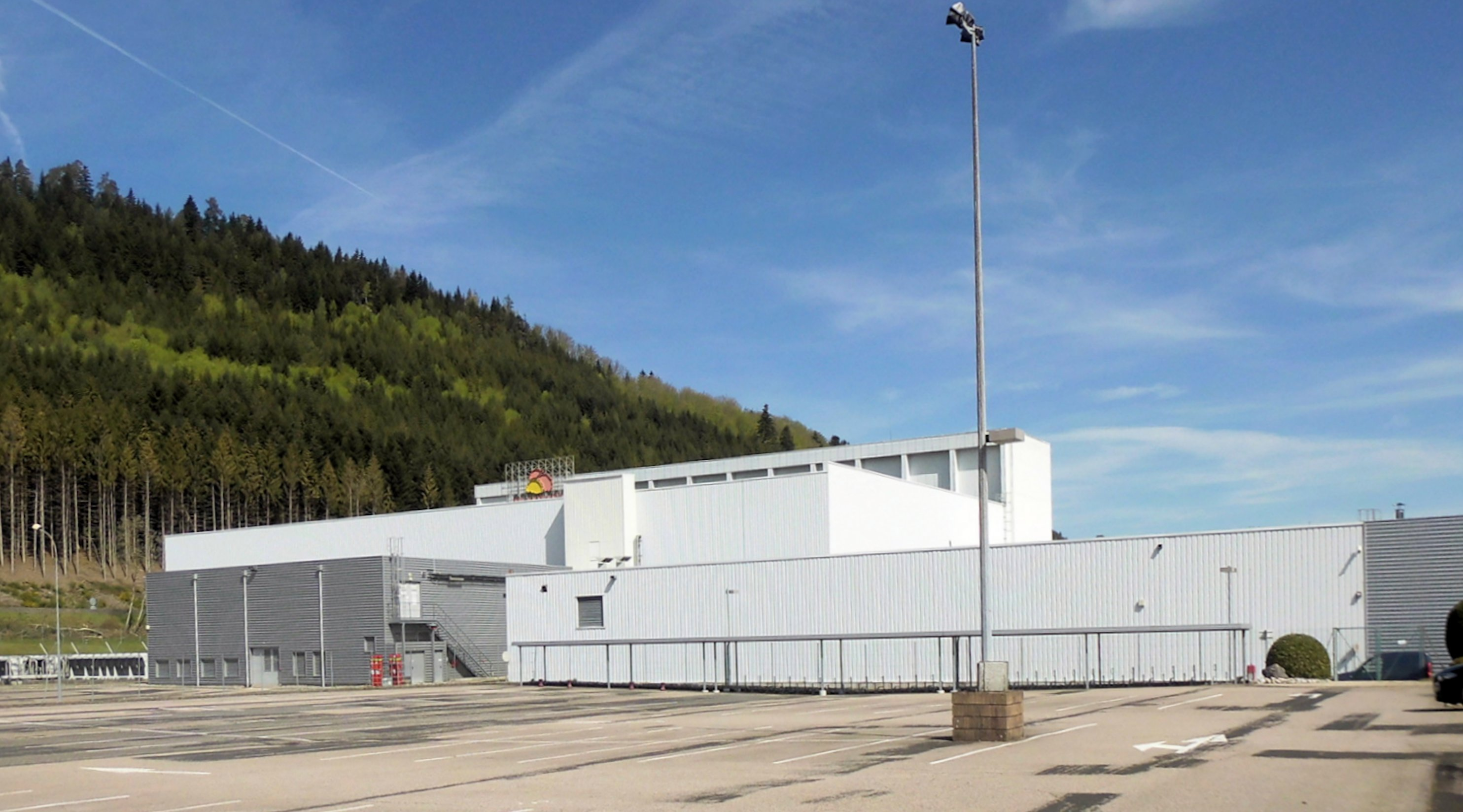
Siège de l'entreprise Thiriet.

- L'entreprise-phare de la commune est celle des Glaces Thiriet.
- Le groupe de transport vosgien Mauffrey[53] a investi vingt millions d’euros dans la création d’un campus ultramoderne unique en France. Baptisé "Mauffrey Academy"[54], pour former de futurs chauffeurs routiers, mécaniciens et exploitants[55].
- L'histoire industrielle s'est articulée autour de l'utilisation de la force motrice de l'eau : féculeries, textile, moulins (un premier moulin apparaît vers 1675. Trois moulins à farine existent encore en 1826 …)[56].
- La commune possède de larges terrains situés en zone non inondable ce qui est rare dans la vallée de haute Moselle. Pour cette raison, ils sont occupés en grande partie par une importante zone industrielle comprenant des entreprises internationales comme Konica Minolta Co., Ltd. ou nationales comme les tissages Tenthorey, la cartonnerie/imprimerie DS Smith Packaging anciennement Velin ou encore l'entreprise de construction métallique Viry.
- Un projet de création de deux centrales biomasse, l'une à Éloyes dans la zone industrielle et l'autre à Arches, fortement contesté au début des années 2000, fut abandonné.

## Culture locale et patrimoine

### Lieux et monuments

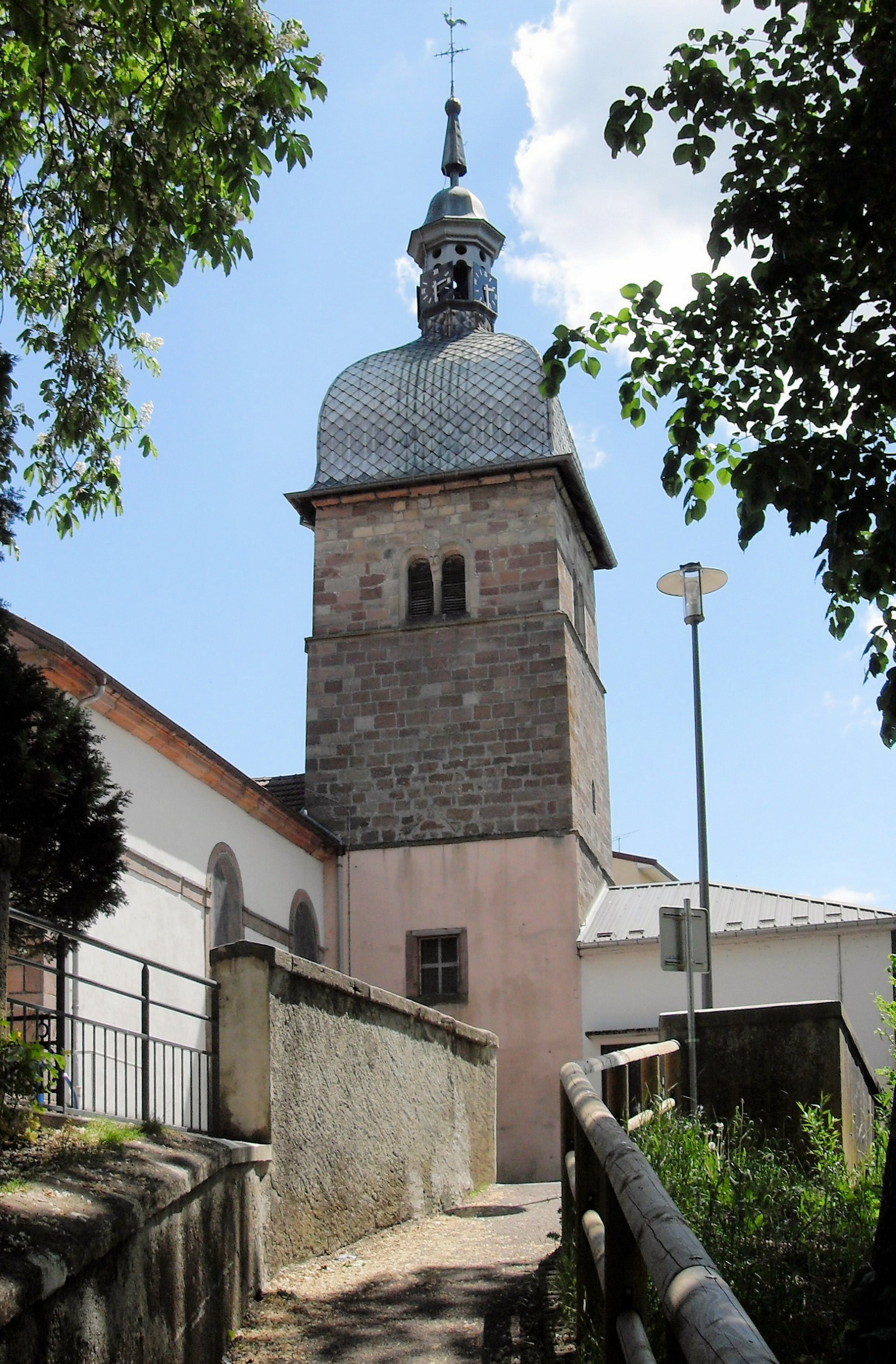
Église de l'Assomption-de-Notre-Dame.

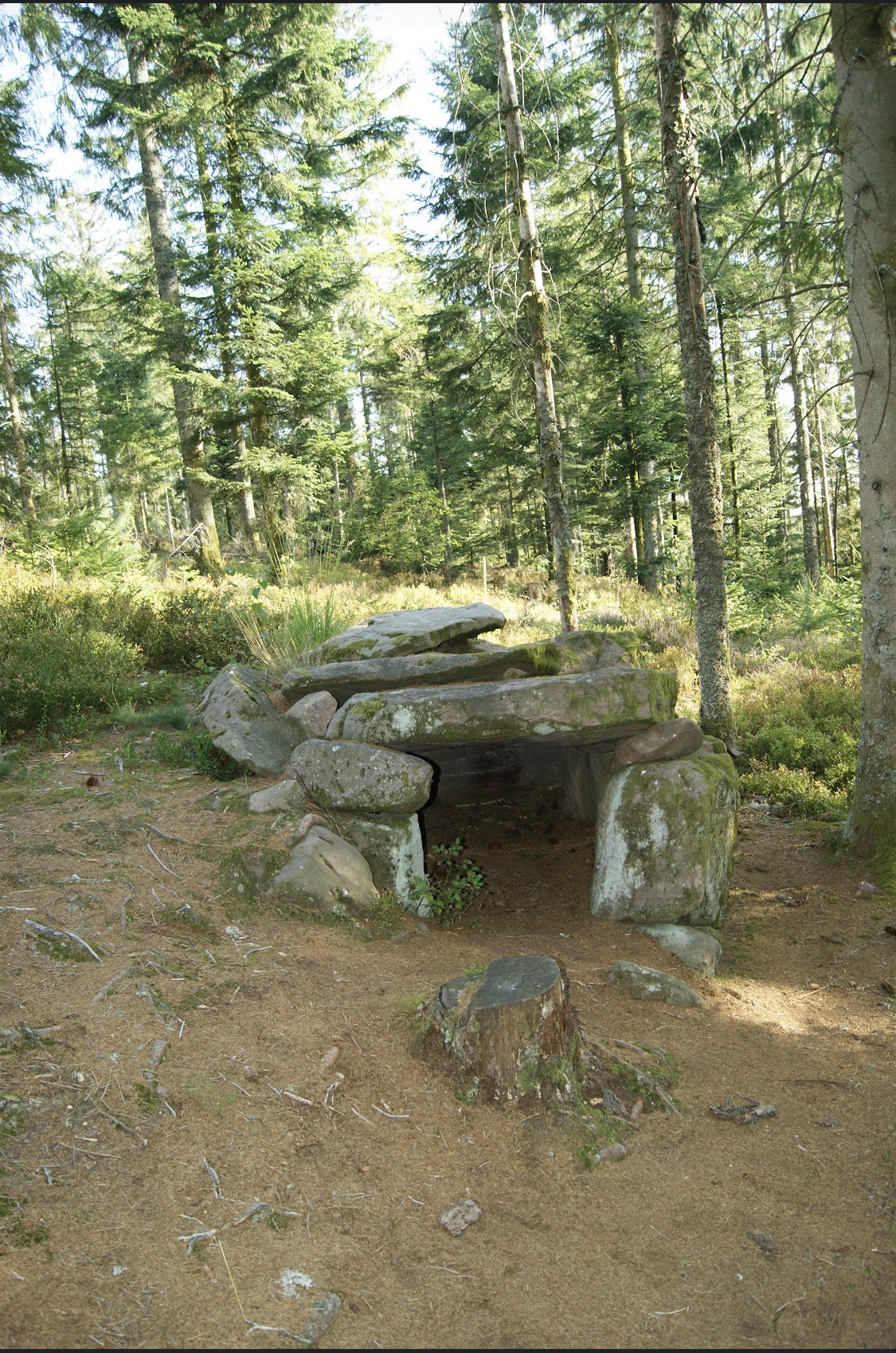
Dolmen de Purifaing.

Patrimoine religieux :
- L'église Notre-Dame-de-l'Assomption,

et son orgue de François Nicolas Georges construit en 1865,.
- Grotte de Lourdes[59],[60],[61].
- De nombreuses croix[62].
- Monument aux morts[63] : Conflits commémorés : Guerres 1914-1918 - 1939-1945.

Autres sites :
- Le massif du Fossard regorge de sites religieux. Il comprend les Roches des Cuveaux[64],[65], un site connu pour ses larges cupules de 70 cm de diamètre[66],[67].
- Le dolmen de Purifaing dans la forêt du Fossard[68].
- Musée d'histoire naturelle, créé par Pierre Mathieu[69] et géré par l'association de Recherche Archéologique, d'Histoire et du Patrimoine d'Eloyes[70]. Celui-ci a été inauguré le 29 mai 1976 et abrite : antiquités préhistoriques de Lorraine de l'âge de la pierre taillée à la poterie ; antiquités gallo-romaines provenant du sanctuaire Mercurio - Archettes ; différentes expositions ; roches et minéraux - géologie et fossiles de la région ; cartes topographiques de la région (1784).
- Un étang artificiel (l'étang du Chena)[71], créé dans les années 1970 pour extraire les matériaux nécessaires à la réalisation de la RN 57, a été aménagé par l'AAPPMA.
- Un projet de réalisation d'un lac baptisé lac de Noirgueux, intéressant les communes de Saint-Étienne-lès-Remiremont, Remiremont, Saint-Nabord et Éloyes, a fait l’objet de débats durant de nombreuses années (voir l'"historique du projet du lac de Noirgueux"). Ce projet visait l’intérêt touristique et économique exceptionnel de l’ensemble de la vallée. Il devait couvrir 170 hectares (pour mémoire, le lac de Gérardmer s'étend sur une surface de 117 hectares et celui du Lac de Longemer sur 65 hectares).

L'idée de ce projet fut esquissée dès 1963 mais n'a pas abouti au regard de ses éventuelles conséquences écologiques.
La commune d'Éloyes n'est pas concernée par un site Natura 2000. En revanche, les communes limitrophes de Tendon, Saint-Étienne-les-Remiremont et Saint-Nabord sont affectées par les périmètres désignés au réseau Natura 2000. Précisément, il s’agit de la zone de protection spéciale du Massif des Vosges, référencé FR4112003 et du site ou proposition de site d'importance communautaire de la « Confluence Moselle-Moselotte », référencé FR4100228.

### Personnalités liées à la commune
- André Gravier, polytechnicien, né à Éloyes le 18 mai 1911 et décédé le 14 novembre 2004 à Nancy. Ses cendres ont été remises au 13e régiment du génie au camp du Valdahon (Doubs)[73],[74],[75]. Il est le précurseur de la création du lac de Noirgueux avec Antoine Dinkel[76].
- Claude Thiriet (1946), fondateur de l'entreprise de produits surgelés Thiriet.

### Héraldique
| Blason | Blasonnement : D'or, à la bande de gueules chargée de trois alérions d'argent accompagnée en chef d'un chêne arraché et fruité de sinople et en pointe d'une nef portant un pêcheur à la ligne du même. Commentaires : Les trois alérions symbolisent le duché de Lorraine. Les chênes sont nombreux sur le territoire communal et la pêche était traditionnellement pratiquée en barque dans la Moselle. |